# Carl Schümichen

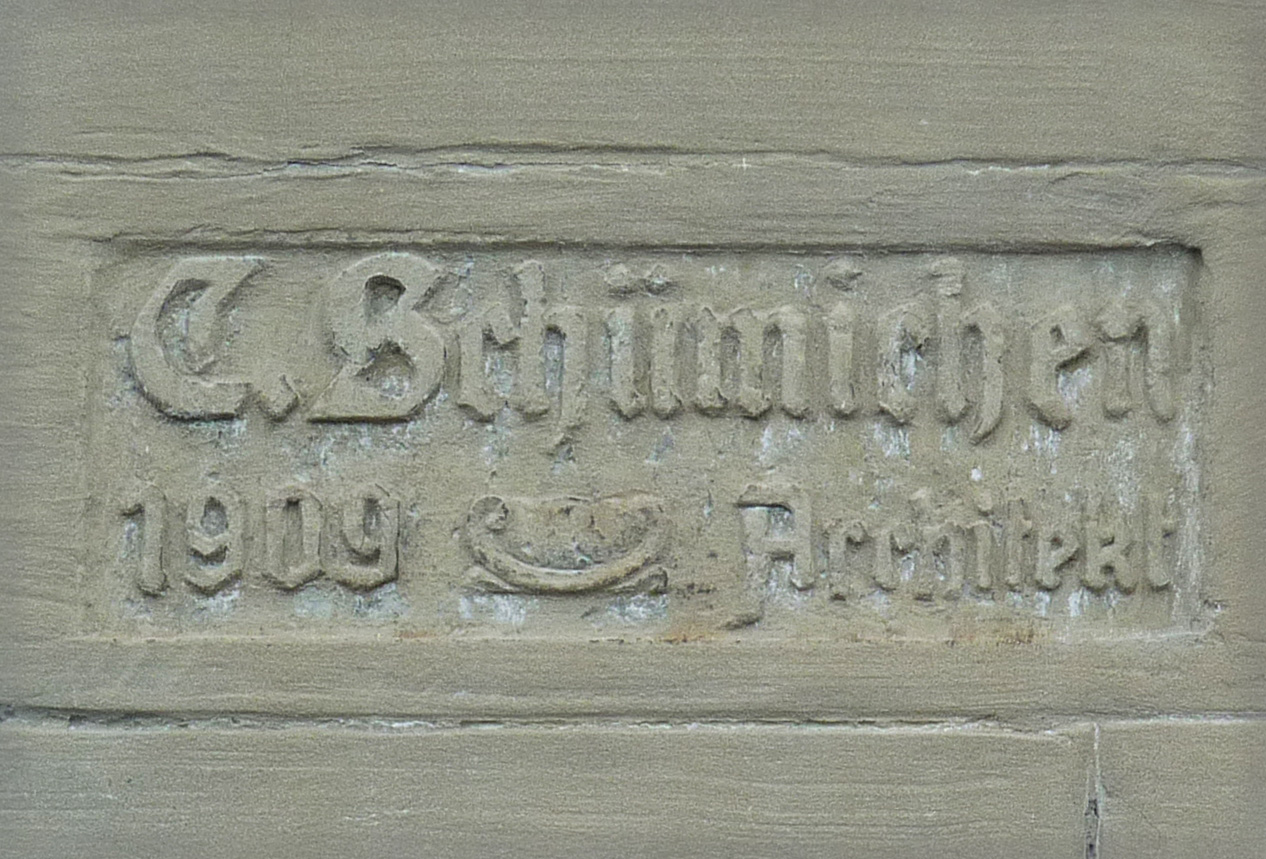
Architekten-Schild an der ehemaligen Molkerei in Dresden-Plauen

Carl Schümichen, auch Christian Karl Schümichen (* 15. Februar 1863 in Lommatzsch; † 10. April 1933 in Dresden) war ein deutscher Architekt und Baumeister, der in Dresden und Umgebung wirkte. Interessant ist die stilistische Entwicklung seiner Bauten, sie reicht von der Neorenaissance über die Neue Sachlichkeit bis zur Bauhaus-Moderne.

## Leben
Carl Schümichen war der Sohn des Lommatzscher Tierarztes Christian Karl Schümischen und dessen Ehefrau Laura Emma geborene Vetterlein. Er studierte an der Dresdner Kunstakademie und war Schüler von Constantin Lipsius. Ab 1891 war er als Freimaurer Mitglied in der Loge „Zum goldenen Apfel“ in Dresden, Ostraallee 15. Seine wesentlichen Bauten wurden über das „Büro für Architektur und Bauausführungen“ Schümichen & Michel in Dresden, Vitzhumstraße, abgewickelt. Ab 1881 wirkte er zunächst als Lehrer und von 1885 bis 1894 als Professor an der Kunstakademie in Dresden.
Seine Wohnung befand sich in Dresden-Gruna in der Bodenbacher Straße 14. 1899 heiratete Carl Schümichen Anna Louise geborene Böhme (* 1879). Im Jahr 1913 war er Vorsitzender des Ausschusses ehemaliger Studierender des Ateliers Constantin Lipsius. Zeitweilig war er auch Stadtverordneter im Dresdner Rathaus.

## Bauten (Auswahl)
- Hotel Hohenzollernhof in Dresden-Altstadt, Breite Straße 5 (1945 zerstört)[6]
- Winzerhaus in Dresden-Loschwitz, Leonhardistr. 5 (1894 umgebaut zum Wohnhaus)[7]
- Turnhalle in Dresden-Altstadt, Permoserstraße 11 (1896/97, 1945 zerstört), Architekten: Carl Schümichen und Richard Michel (1865–1938) sowie H. Melzer, mit den Statuen Degenfechter und Steinschleuderer von Richard König (1905)[6]
- Temporäre Bauten zu den Ausstellungen: „Sächsische Handwerks- und Kunstgewerbeausstellung 1896 – Die alte Stadt“ und „Deutsche Bauausstellung 1900“[6]
- Wohn- bzw. Mietshaus in Dresden-Striesen, Teutoburgstraße 17 (1897, 1945 zerstört)[6]
- Villa Grumbt in Loschwitz, Bautzner Str. 112 (früher Dresdner Str. 2) (errichtet 1899, 1945 zerstört)[8]
- Gewerbegebäude in Dresden-Johannstadt, Dürerplatz 10 (1899, 1945 zerstört), Architekten: C. Schümichen & R. Michel[6]
- Burg Altrathen, Wiederaufbau als neoromanische bzw. neogotische Anlage (1902/03)[9]
- Gebäude der Dresdner Milchwerke (1909) in Dresden-Plauen, Würzburger Straße 9, jetzt Dr. Doerr Feinkost GmbH & Co. KG, unter Denkmalschutz ID-Nr. 09216041[6]
- Geschäftshaus in Dresden-Altstadt Annenstraße 4, Ecke Große Zwingerstraße 11 (1909, 1945 zerstört)[6]
- Rathaus Lommatzsch, Am Markt 1 (Umbau), unter Denkmalschutz ID-Nr. 09266513
- Hansa-Hotel in Dresden-Neustadt, Schlesischer Platz 6 (1912/13), unter Denkmalschutz ID-Nr. 09215104[6]
- Bienertsche Brotfabrik in Dresden-Plauen, Altplauen 11–15, Ausführung in Stahlbetonbauweise durch die Baufirma Gebrüder Fichtner zusammen mit Dyckerhoff & Widmann (1913 und 1918), unter Denkmalschutz ID-Nr. 09212080[6][10]
- Textilhaus Karl Kaiser in Dresden-Altstadt, Wilsdruffer Straße 7, später HO-Warenhaus (errichtet 1931, nach 2006 abgerissen), Architekten: Kurt Reimer (1869–1938) und Carl Schümichen[6]
- Modewarenhaus Robert Bernhardt am Postplatz in Dresden

## Galerie von ausgeführten Bauten

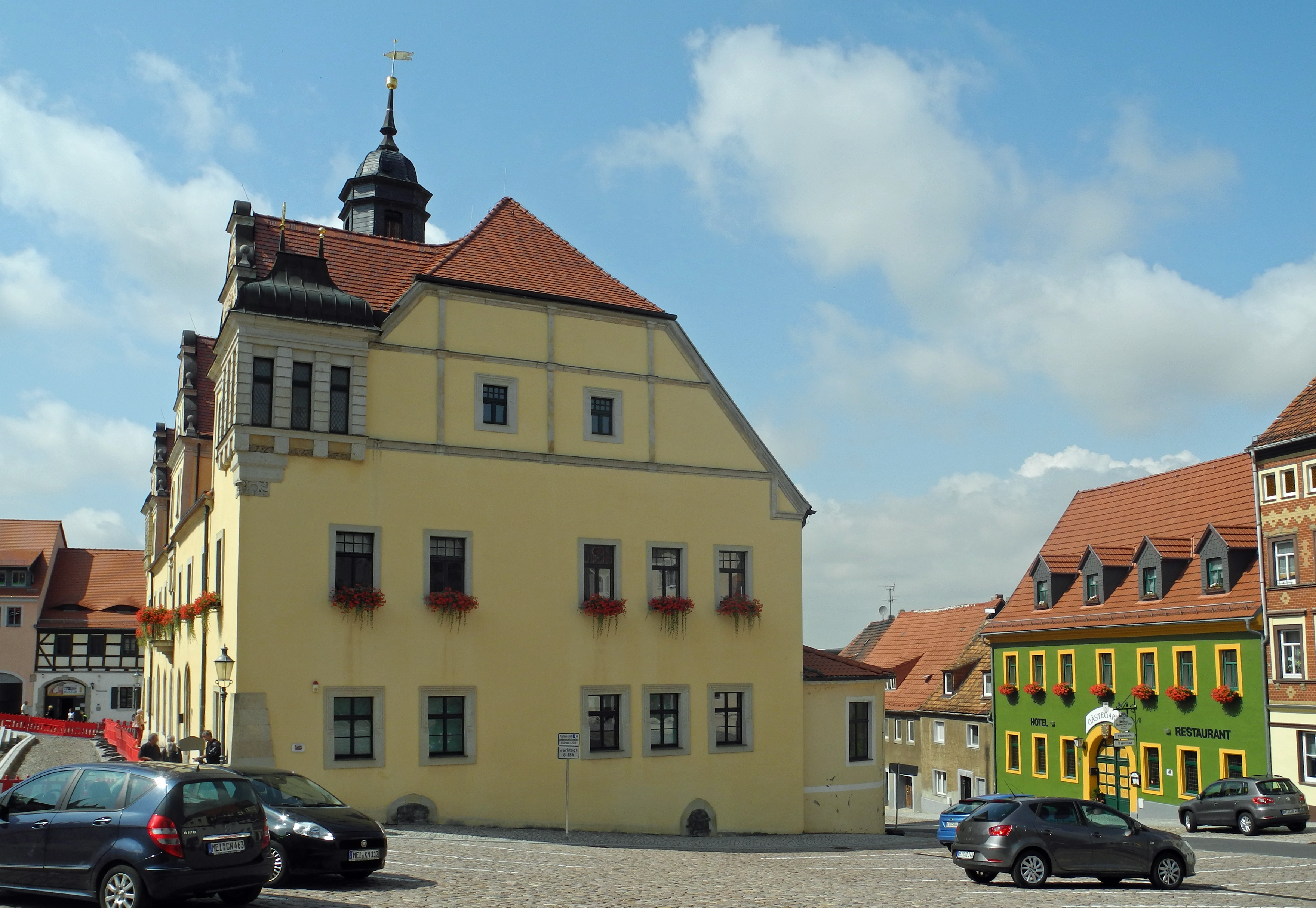
Rathaus Lommatzsch
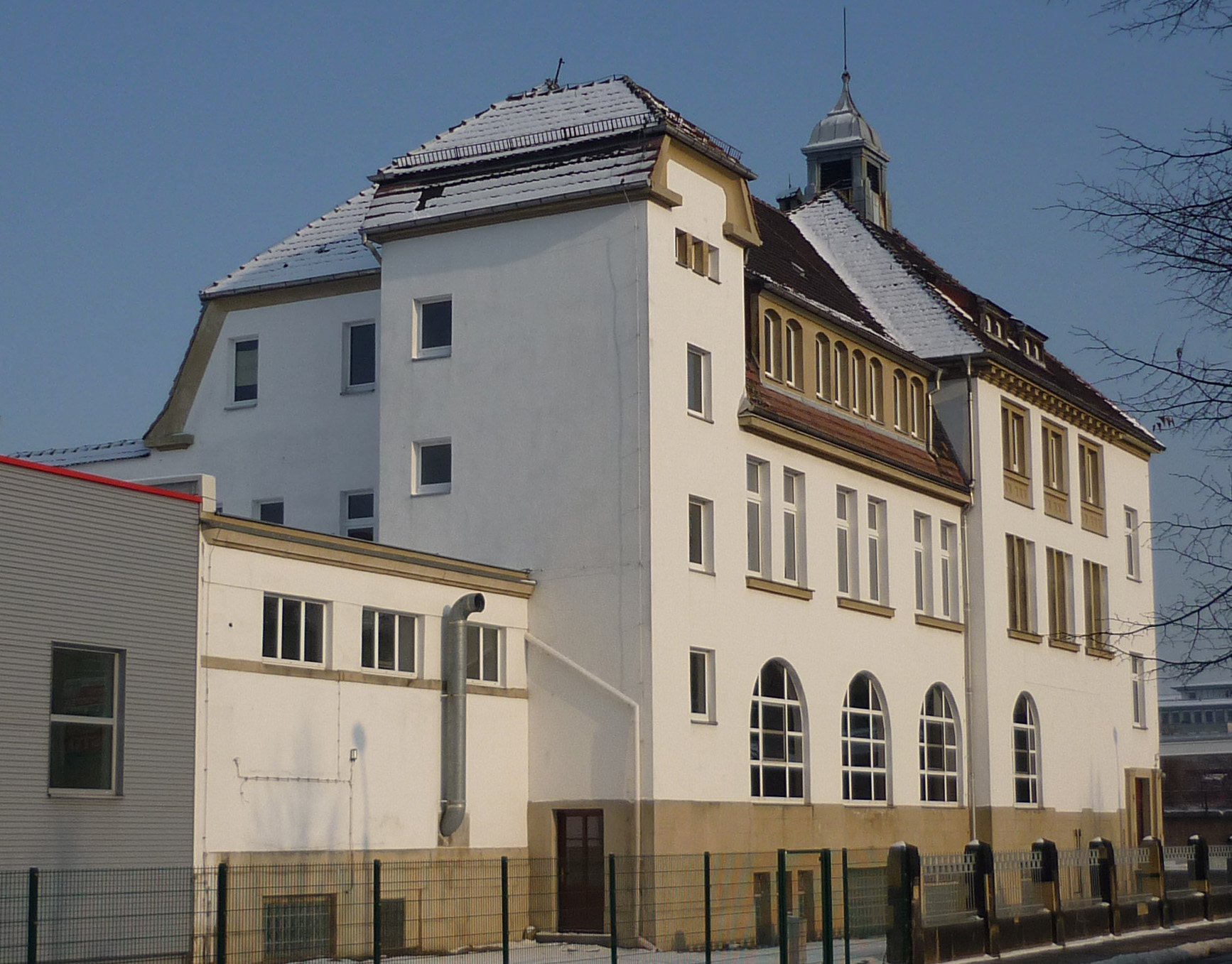
Molkerei-Gebäude in Dresden-Plauen
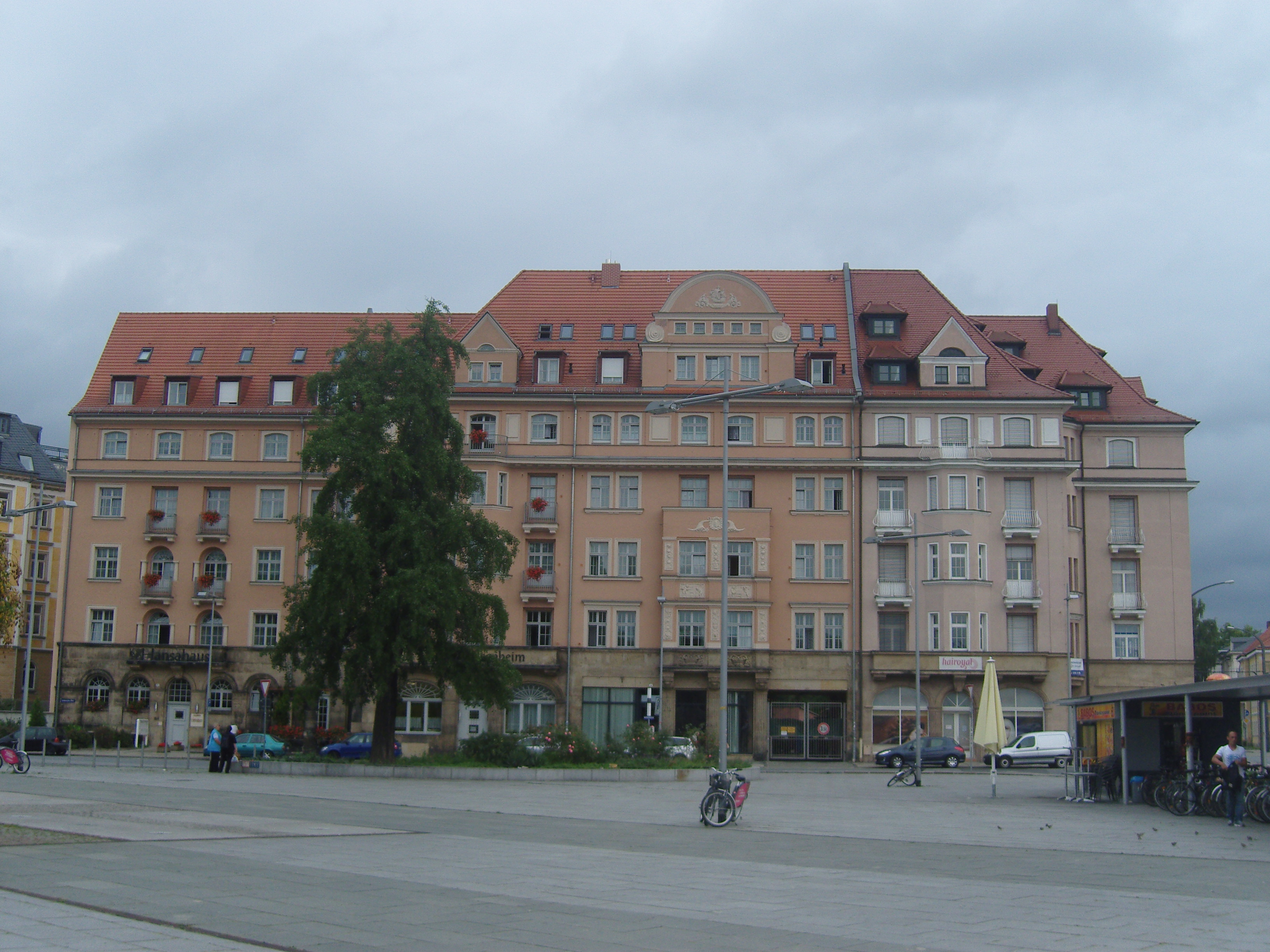
Ehem. Hansa-Hotel in Dresden-Neustadt
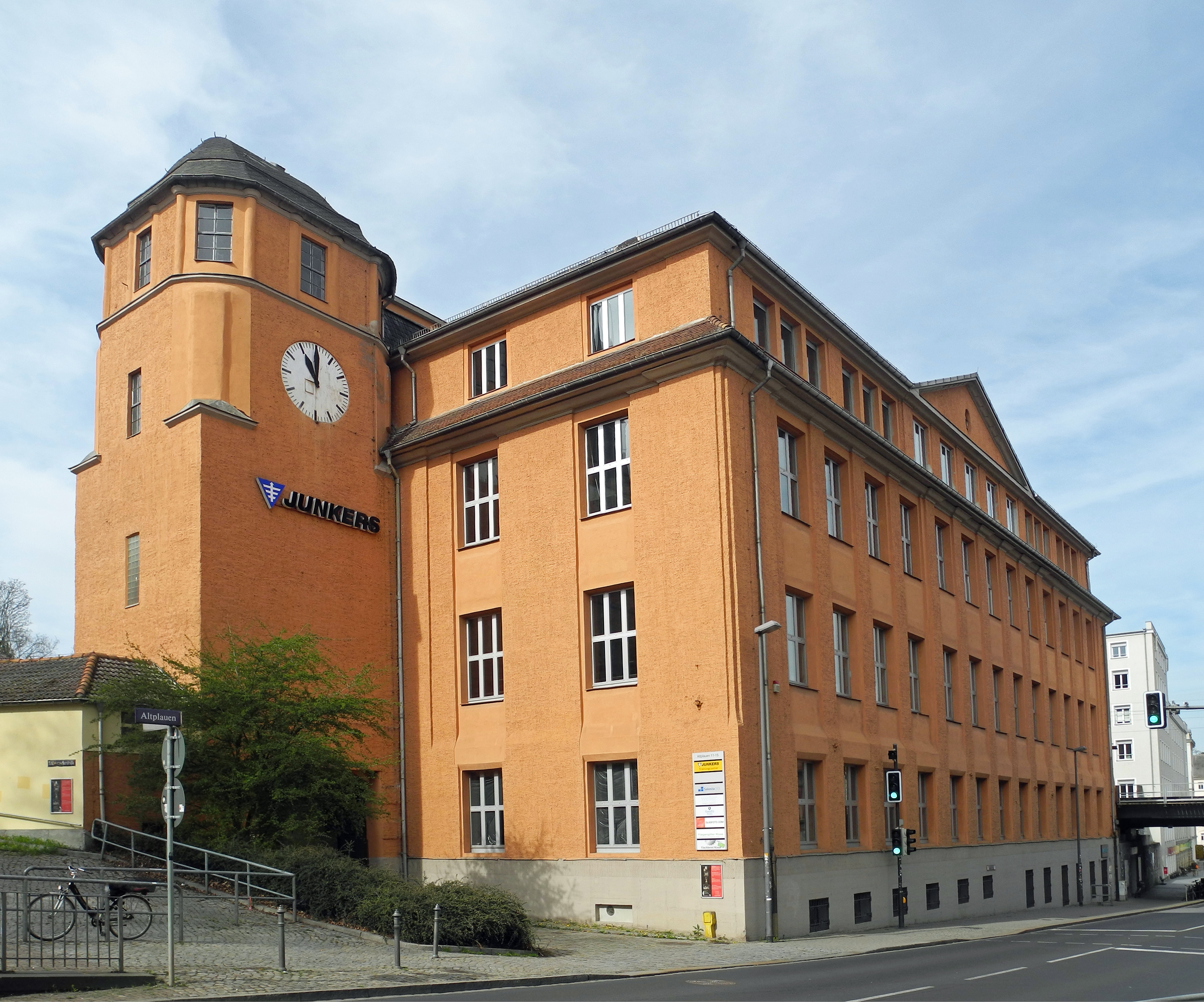
Bienertsche Brotfabrik in Dresden-Plauen
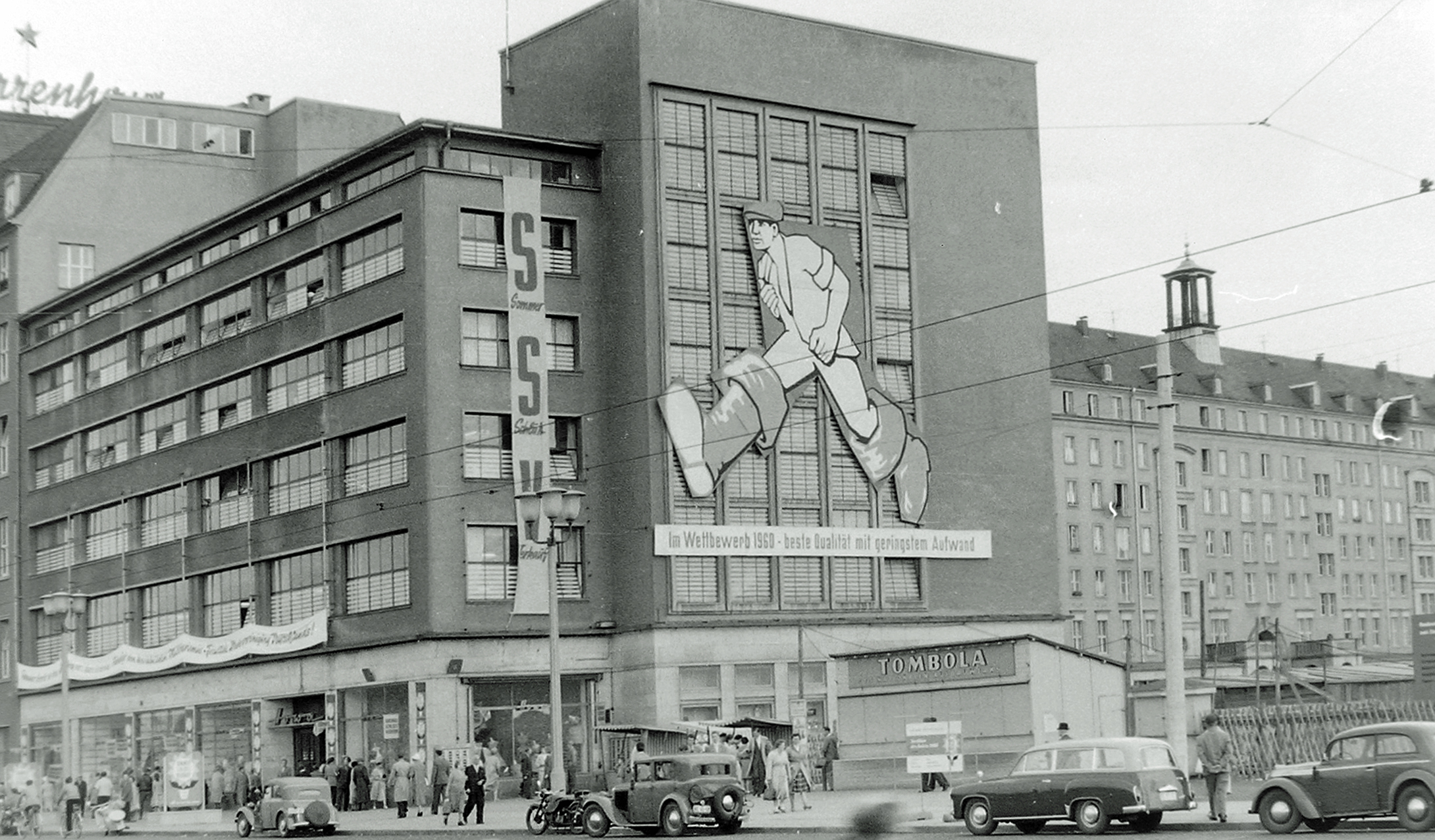
Ehem. Textilhaus Karl Kaiser (danach HO-Warenhaus) in Dresden
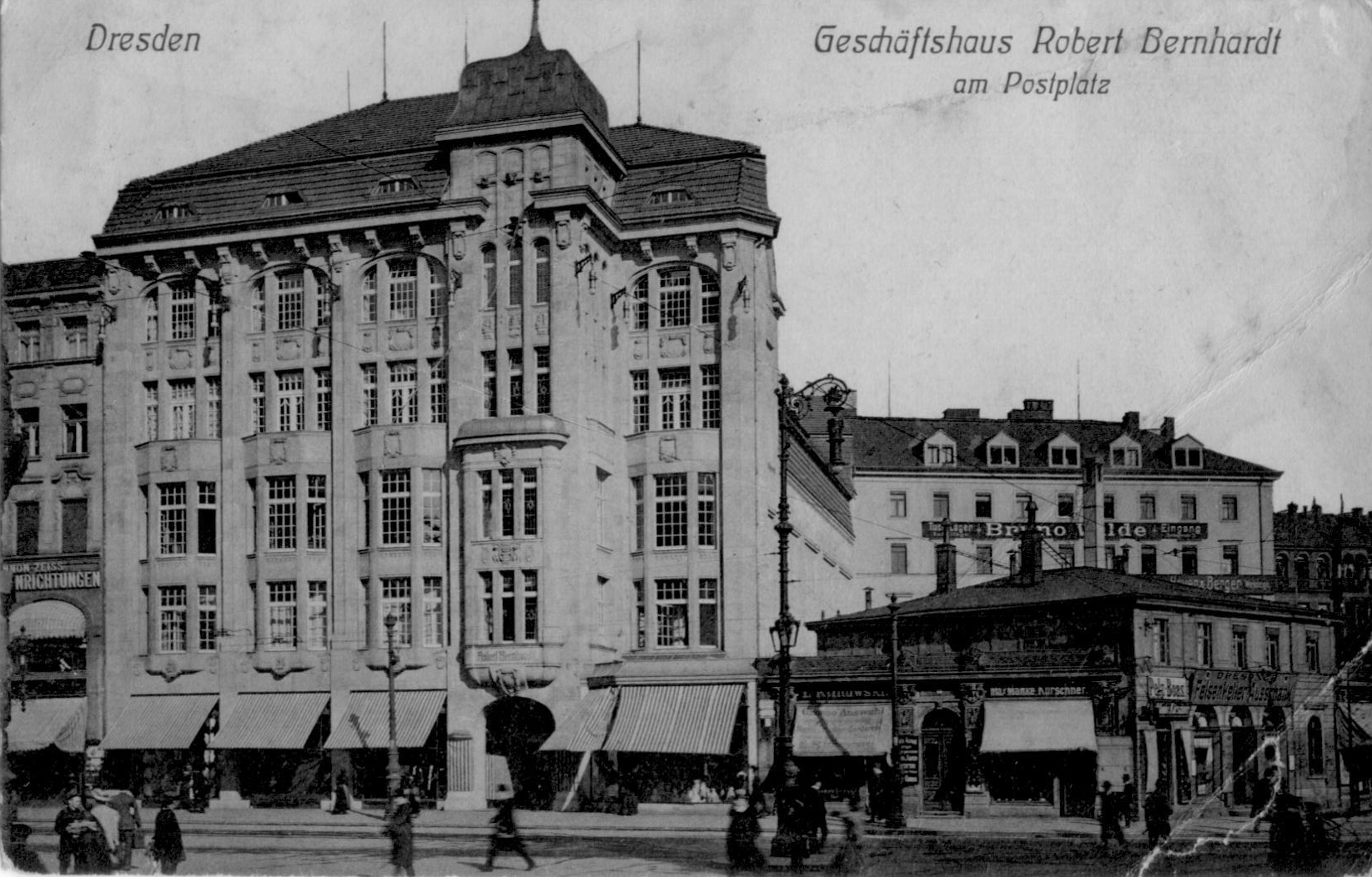
Kaufhaus Robert Bernhardt